# Harry McNish

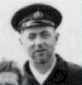
McNish

Harry McNish (bekannt auch als Harry McNeish oder unter dem Spitznamen Chippy; * 11. September 1874 in Port Glasgow, Schottland; † 24. September 1930 in Wellington, Neuseeland) war ein britischer Schiffszimmermann und Teilnehmer der Endurance-Expedition (1914–1917) in die Antarktis unter der Leitung des britischen Polarforschers Ernest Shackleton.
Nish war nach dem Verlust des Expeditionsschiffs Endurance für einen Großteil der Arbeit verantwortlich, die für das Überleben der Mannschaft wichtig war. Er baute das Beiboot, die James Caird, so um, dass Shackleton mit fünf Männern, darunter McNish, die Reise zum hunderte Seemeilen entfernten Südgeorgien antreten konnte, um Hilfe für den Rest der Mannschaft zu holen. Während der Phase der Reise, auf der die Männer die Boote über das Packeis schleppten, weigerte er sich für kurze Zeit, den Anweisungen des Expeditionsleiters zu folgen, und war später eines der vier Mannschaftsmitglieder, die nicht mit der Polar-Medaille ausgezeichnet wurden.
Nach der Expedition kehrte er zunächst nach England zurück, um in der Handelsmarine zu dienen. Schließlich emigrierte er nach Neuseeland, wo er in Wellington als Dockarbeiter tätig war, bis ihn seine Gesundheit in den Ruhestand zwang. Er starb verarmt im Ohiro Benevolent Home in Wellington.

## Frühes Leben
Harry „Chippy“ McNish wurde 1874 in der ehemaligen Lyons Lane nahe der heutigen Bibliothek in Port Glasgow, Renfrewshire, Schottland, geboren. Er war Spross einer großen Familie und wurde als drittes von elf Kindern geboren. Seine Eltern waren John und Mary Jane (geborene Wade) McNish. Sein Vater arbeitete als Schuhmachergeselle. McNish hatte starke sozialistische Ansichten, war Mitglied der United Free Church of Scotland und verabscheute unflätige Sprache. Er heiratete drei Mal: 1895 Jessie Smith, die im Februar 1898 starb; 1898 Ellen Timothy, die im Dezember 1904 starb und schließlich 1907 Lizzie Littlejohn.
Es gibt eine gewisse Unklarheit über die korrekte Schreibweise seines Namens. Er wird verschiedentlich als McNish, McNeish, oder wie in Alexander Macklins Expeditionstagebuch MacNish genannt. Die Schreibweise „McNeish“ ist ziemlich verbreitet, etwa in Shackletons und Frank Worsleys Berichten über die Expedition und auf McNishs Grabstein, doch „McNish“ fand ebenso breite Verwendung und scheint die korrekte Version zu sein. Auf einer signierten Kopie des Expeditionsfotos erscheint die Unterschrift als „H. MacNish“, doch seine Rechtschreibung war allgemein etwas eigentümlich, wie man anhand seines während der Expedition geführten Tagebuchs feststellen kann. Auch McNishs Spitzname ist nicht völlig klar: „Chippy“ war ein traditioneller Spitzname für einen Schiffbauer; sowohl diese Variante als auch das kürzere „Chips“ scheinen in Gebrauch gewesen zu sein.

## Expedition Endurance

### Endurance
Das Ziel der Imperial Trans-Antarctic Expedition war, zum ersten Mal den Antarktischen Kontinent von einer Seite zur anderen zu durchqueren.
McNish war mit seinen vierzig Jahren eines der ältesten Mitglieder der Mannschaft der Endurance (Shackleton war allerdings sieben Monate älter). Er litt an Hämorrhoiden und Rheuma in den Beinen und wurde als etwas Seltsames und Unqualifiziertes angesehen, doch als Zimmermann auch respektiert – Worsley, der Kapitän der Endurance, nannte ihn einen „ausgezeichneten Schiffszimmermann“. Der pfeiferauchende Schotte war dennoch der einzige Mann aus der Crew, über den sich Shackleton „nicht todsicher“ war.
Während der Anfangsphase der Reise von Buenos Aires in die Antarktis war McNish mit einer Reihe von Routineaufgaben beschäftigt. Er arbeitete am Dingi Nancy Endurance, baute einen kleinen Schrank mit Schubladen für Shackleton, Probenschränke für den Biologen Robert Clark und Instrumentenkoffer für Leonard Hussey, den Meteorologen, und stellte Windschotten auf, um den Rudergänger zu schützen. Er baute einen Schutz für die zusätzliche Kohle, der sich zwischen dem Puppdeck und dem Kartenraum erstreckte. Zudem übernahm er die Funktion des Schiffsfriseurs. Als das Schiff in das Packeis in der Weddell-See vorstiess, wurde es immer schwerer, zu steuern. McNish konstruierte einen zwei Meter hohen Flaggenmasten auf der Brücke, damit der navigierende Offizier dem Steuermann Richtungsanweisungen geben konnte, und errichtete eine kleine Plattform am Heck, damit der Propeller beobachtet und gegebenenfalls vom Eis befreit werden konnte.
Als sich das Schiff schließlich im Packeis festsetzte, erweiterten sich McNishs Pflichten auf den Bau von behelfsmäßigen Behausungen, und, nachdem erst klar war, dass das Schiff mit der Zeit sinken würde, die Schlitten für die Reise über das Packeis zum offenen Meer umzubauen. Er baute die Hütte, in der die Mannschaft ihre Mahlzeiten einnahm (The Ritz) und Zellen, in denen die Männer schlafen konnten. Auch diese erhielten Namen; McNish teilte sich The Sailors’ Rest mit Alfred Cheetham, dem dritten Offizier. Mit Hilfe der Mannschaft baute er ferner Hundezwinger auf dem Oberdeck. Nachdem die Endurance festsass und die Männer ihre Zeit auf dem Eis verbrachten, errichtete McNish Torpfosten, und Fußball wurde zum täglichen Zeitvertreib. Um die Abende zu verbringen, spielte McNish gemeinsam mit Frank Wild, Tom Crean, James McIlroy, Worsley und Shackleton Poker in der Offiziersmesse.
Durch den Eisdruck begann die Endurance schließlich Wasser zu ziehen. Um zu verhindern, dass sie volllief, baute McNish einen Kofferdamm, den er mit Tuchstreifen und Nähgarn kalfaterte. Auch der Damm konnte nicht verhindern, dass der Eisdruck die Endurance schließlich zerdrückte. Als das Schiff untergegangen war, bekam er den Auftrag, die Waren aus dem ehemaligen „Ritz“ zu retten. Unter dem Kommando von McNish öffneten einige Männer das Deck innerhalb einiger Stunden weit genug, um eine gute Menge an Vorräten herauszuholen.

### Auf dem Eis
Eines Nachts, während die Mannschaft auf dem Eis lagerte, brach McNish während seiner Wache mit einem kleinen Stück von der Eisscholle ab und wurde durch die Intervention der Männer von der nächsten Wache gerettet, die ihm eine Leine zuwarfen, damit er zurück auf die Hauptscholle springen konnte. Mrs. Chippy, der Kater, den McNish mit an Bord gebracht hatte, wurde nach dem Verlust der Endurance gemeinsam mit mehreren Hundewelpen erschossen, da man „Schwächlinge“ nicht durchfüttern wollte. McNish verzieh es Shackleton anscheinend niemals, die Anordnung hierfür gegeben zu haben.
McNish schlug vor, aus den Wrackteilen der Endurance ein kleineres Fahrzeug zu bauen, wurde aber überstimmt; Shackleton entschied stattdessen, über das Eis zur Wasserkante zu marschieren und die drei Rettungsboote mitzuziehen. McNish hatte bereits an Hämorrhoiden und Heimweh gelitten, bevor die Reise richtig begonnen hatte, und nachdem das Schiff untergegangen war, wuchs seine Frustration langsam. Er machte sich Luft, indem er seine Gefühle in seinem Tagebuch niederschrieb und auf die Ausdrucksweise seiner Zeltgenossen abzielte:
„Ich war gemeinsam mit Männern aller Sorten auf Schiffen, sowohl auf Seglern als auch auf Dampfern, doch nie mit solchen wie einigen unserer Mannschaft – wo die schmutzigste Sprache als Zeichen der Zärtlichkeit genutzt, und, schlimmer noch, sogar toleriert wird.“
Während man die Schlitten über das Eis zog, rebellierte McNish für eine kurze Zeit und weigerte sich, seinen Posten in den Geschirren einzunehmen, was er gegenüber Frank Worsley damit begründete, dass die Crew seit dem Untergang des Schiffes nicht mehr länger dazu verpflichtet sei, Anweisungen nachzukommen. Die Berichte geben unterschiedliche Angaben über Shackletons Reaktion wieder: Einige berichten, dass er damit drohte, McNish zu erschießen; andere wiederum, dass er ihm die Paragraphen des Schiffs vorlas und ihm klarmachte, dass sich die Mannschaft unter seinem Befehl befand, bis sie einen Hafen erreichte. McNishs Aussage wäre normalerweise korrekt gewesen: Die Pflicht dem Kapitän gegenüber (und die Bezahlung) endeten für gewöhnlich mit dem Verlust eines Schiffes, doch die Artikel, die die Mannschaft für diese Expedition unterschrieben hatte, schlossen eine Klausel ein, mit der die Männer sich einverstanden erklärten, „jegliche Pflicht an Bord, in den Booten oder an der Küste zu vollbringen, wie es der Kapitän anordnete“. Auch sonst hätte McNish keine Wahl gehabt, als sich zu fügen: Er konnte alleine nicht überleben und nicht mit der Gruppe weiterreisen, bis er den Befehlen gehorchte. Shackleton entschied schließlich, dass es ein Fehler gewesen sei, die Boote zu ziehen zu versuchen und beschloss, dass die einzige Möglichkeit war, auf das Aufbrechen des Eises zu warten, das die Männer ans offene Meer bringen sollte.
Als das Eis das Lager schließlich an die offene See brachte, beschloss Shackleton, dass die drei Boote, die James Caird, die stancomb Wills und die Dudley Docker zunächst Elephant Island ansteuern sollten. McNish hatte die Boote so gut wie möglich für eine lange Fahrt über die offene See vorbereitet, wobei er ihre Umrandungen erhöht hatte, um den Schutz vor Wellen zu erhöhen.

### Elephant Island und dieJames Caird
Auf der Seereise nach Elephant Island fuhr McNish gemeinsam mit Shackleton und Frank Wild in der James Caird. Nachdem die Mannschaft die Insel erreicht hatte, beschloss Shackleton, mit einigen Männern nach Südgeorgien weiterzufahren, wo sie wahrscheinlich Walfänger finden würden, die bei einer Rettung der übrigen Mannschaft helfen könnten. McNish erhielt den Auftrag, die James Caird für die lange Fahrt seetüchtig zu machen und sollte auch mitfahren, möglicherweise, weil Shackleton den Effekt fürchtete, den er auf die Moral der übrigen Männer haben könnte. McNish selbst schien froh darüber zu sein, mitfahren zu können; die Insel und die Überlebenschancen im Falle einer Überwinterung überzeugten ihn nicht:

“I don’t think there are ever many fine days on this forlorn island… I dont think there will be many survivers if they have to put in a winter here.”

„Ich glaube nicht, dass es auf dieser verlassenen Insel viele gute Tage gibt… Ich denke nicht, dass es viele Überlebende geben wird, wenn sie hier den Winter verbringen müssen.“

Die Reisen der James Caird: Die Fahrt nach Elephant Island in grün und die Fahrt nach Südgeorgien in blau.

McNish benutzte den Mast eines der anderen Boote, der stancomb Wills, um den Kiel zu verstärken und das kleine, 6,7 Meter lange Boot so auszubauen, dass es den Wellen auf der 1480 Kilometer langen Fahrt widerstehen konnte. Er dichtete es ab, indem er eine Mischung aus Robbenblut und Mehl benutzte, und zimmerte aus Holz und Nägeln von den Packkisten und den Kufen der Schlitten einen provisorischen Rahmen, der mit Leinwand bespannt wurde.
Als das Boot zu Wasser gelassen wurde, wurden McNish und John Vincent von einer Welle ins Meer geworfen. Beide waren unverletzt, wenn auch nass, und schafften es, einige Kleider mit den auf der Insel bleibenden Männern zu tauschen, bevor die James Caird endgültig losfuhr. Die Laune an Bord war heiter und McNish schrieb am 24. April in sein Tagebuch:

«We took Good bye with our companions. & set sail on our 870 miles to South Georgia for assistance… we were in the open sea wet through but happy through it all.»

„Wir verabschiedeten uns von unseren Gefährten. & setzten Segel zu unseren 870 Meilen nach Südgeorgien… wir waren auf dem offenen Meer, durchnässt, doch trotz allem fröhlich.“

Die gute Laune hielt nicht lange an: Die Bedingungen an Bord des kleinen Bootes waren hart, die Männer anhaltend durchnässt und frierend. Die sechs Männer teilten sich in zwei Wachen auf, die jeweils Vier-Stunden-Schichten übernahmen: Drei der Männer steuerten das Boot, während die anderen drei unter dem Leintuch lagen und zu schlafen versuchten. McNish teilte seine Wache mit Shackleton und Crean.

### Südgeorgien
Die Mannschaft der James Caird erreichte Südgeorgien am 10. Mai 1916, 15 Tage nach ihrer Abfahrt von Elephant Island. Man landete in der Cave Cove an der King Haakon Bay. Sie befand sich zwar auf der falschen Seite der Insel, doch alle waren erleichtert, endlich Land erreicht zu haben; McNish schrieb in sein Tagebuch:

«I went to the top of the hill & had a lay on the grass & it put me in mind of old times at Home sitting on the hillside looking down at the sea.»

„Ich ging auf die Kuppe des Hügels & legte mich ins Gras & die alten Zeiten kamen mir in den Sinn, wie ich zu Hause auf dem Hügel saß und hinab aufs Meer schaute.“

Sie fanden Albatrosküken und Robben, um die Nahrungssituation zu verbessern, doch trotz des relativen Komforts, den die Insel gegenüber dem kleinen Boot bot, mussten sie noch immer unbedingt die Walfangstation von Husvik auf der anderen Seite der Insel erreichen, um Hilfe für die Männer auf Elephant Island zu organisieren. Es war klar, dass McNish und Vincent nicht mehr weiter konnten, also ließ Shackleton sie unter der Fürsorge von Timothy McCarthy in der gekippten James Caird zurück und machte sich mit Worsley und Crean auf die Reise über die Berge. McNish entfernte Schrauben aus der James Caird und befestigte sie an den Stiefeln der Männer, die in die Berge gehen würden, um ihren Halt zu verbessern. Er fabrizierte auch einen einfachen Schlitten aus dem Treibholz, das er am Strand fand, doch er erwies sich als zu klobig und zu schwer für einen praktischen Einsatz. Shackleton ernannte McNish zum Anführer der drei Männer und gab ihm den Auftrag, auf Entsatz zu warten und am Ende des Winters zur Ostküste zu segeln, falls niemand kommen sollte. Nachdem Shackletons Gruppe das Gebirge überquert hatte und in Husvik angekommen war, schickte er Worsley mit einem der Walfängerschiffe, der samson, zurück, um McNish und die anderen aufzunehmen. Nachdem er den ausgemergelten und gezeichneten McNish bei seiner Ankunft in der Walfängerbasis gesehen hatte, hielt Shackleton fest, dass er das Gefühl habe, die Rettung sei gerade rechtzeitig für ihn gekommen.

## Polarmedaille
Wie auch immer die wahre Geschichte der Rebellion auf dem Eis lautete, weder Worsley noch McNish erwähnten den Zwischenfall jemals schriftlich. Shackleton sparte ihn in south, seinem Bericht über die Expedition, völlig aus und bezog sich auch in seinem Tagebuch nur marginal darauf:
“Everyone working well except the carpenter. I shall never forget him in this time of strain and stress” (deutsch: „Jeder arbeitet gut, außer dem Zimmermann. Ich werde ihn in dieser Zeit der Belastung und der Anstrengung niemals vergessen.“). Auf der Fahrt nach Südgeorgien war Shackleton jedoch von der Entschlossenheit und dem Geist des Zimmermanns beeindruckt. Dennoch erschien McNishs Name auf der Liste der vier Männer, die von Shackleton nicht für die Polarmedaille vorgeschlagen wurden. Macklin empfand die Versagung der Ehrung als ungerechtfertigt:

“I was disheartened to learn that McNeish, Vincent, Holness and Stephenson had been denied the Polar Medal…of all the men in the party no-one more deserved recognition than the old carpenter….I would regard the withholding of the Polar Medal from McNeish as a grave injustice.”

„Als ich hörte, dass McNeish, Vincent, Holness und Stephenson die Polarmedaille versagt worden war, war ich niedergeschlagen … von allen Männern in der Mannschaft hätte niemand die Anerkennung mehr verdient als der alte Zimmermann… ich würde es als schwere Ungerechtigkeit betrachten, sollte die Polarmedaille McNeish vorenthalten bleiben.“

Macklin glaubte, dass Shackleton bei seiner Entscheidung von Worsley beeinflusst worden sein könnte, der eine gegenseitige Feindschaft mit McNish teilte und Shackleton zurück aus der Antarktis begleitet hatte. Mitglieder des Scott Polar Research Institute, der New Zealand Antarctic Society und Caroline Alexander, die Autorin von Endurance, haben Shackletons Ablehnung des Preises für McNish kritisiert, und es gibt Anregungen, ihm die Medaille posthum zu verleihen.

## Späteres Leben, Gedenkstätten und Aufzeichnungen

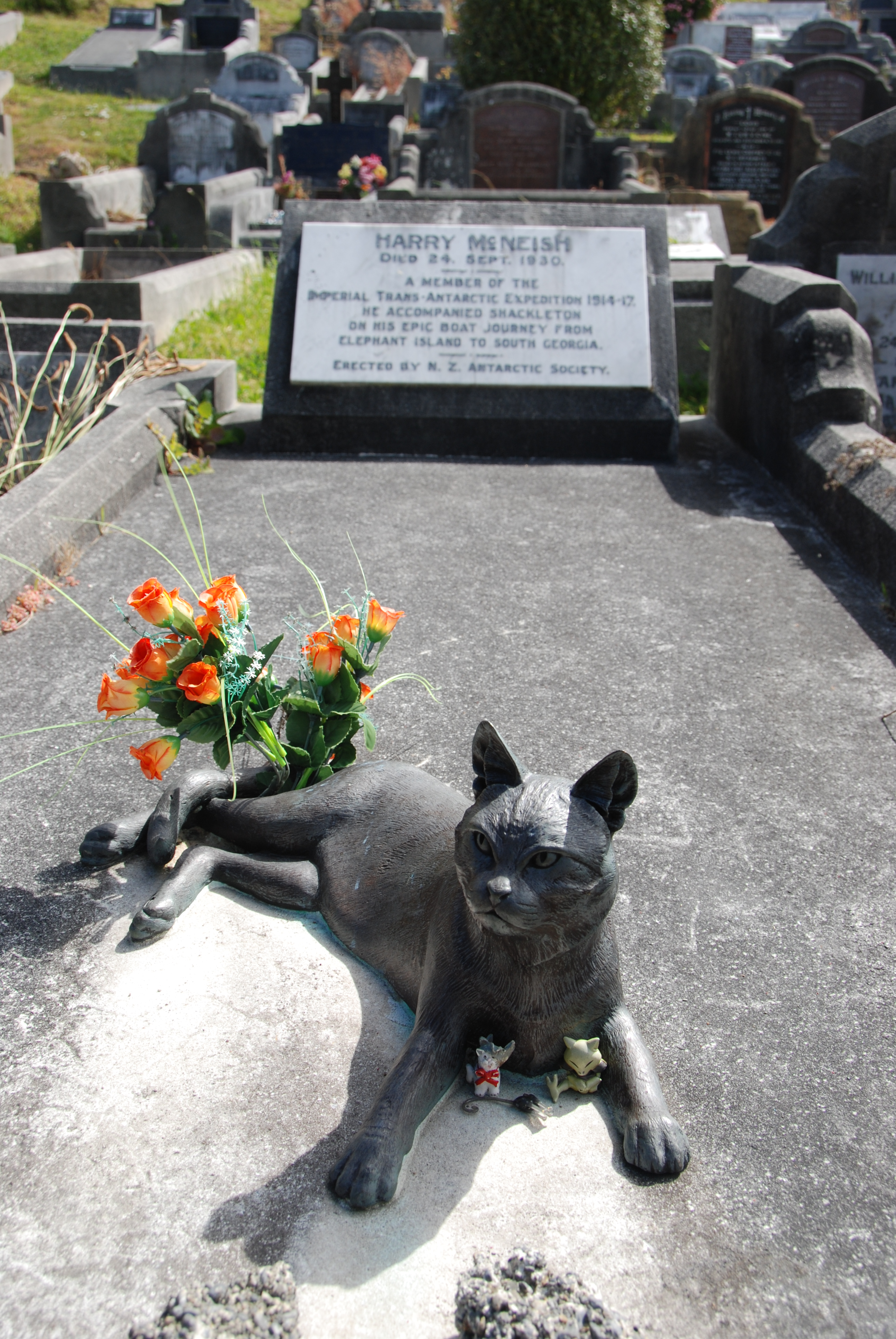
Das Grab von McNish auf dem Karori Cemetery in Wellington

Nach der Expedition kehrte McNish zur Handelsmarine zurück und arbeitete auf mehreren Schiffen. Er beklagte sich oft, dass seine Knochen wegen der Bedingungen auf der Reise in der James Caird permanent schmerzten; Berichten zufolge lehnte er manchmal wegen der Schmerzen einen Händedruck ab. Am 2. März 1918 wurde er von Lizzie Littlejohn geschieden, zu dieser Zeit hatte er bereits Agnes Martindale kennengelernt, seine neue Lebensgefährtin. McNish hatte einen Sohn namens Tom und Martindale eine Tochter namens Nancy. Obwohl sie in seinem Tagebuch häufig erwähnt wird, war Nancy anscheinend nicht McNishs Tochter. Er verbrachte während seines Lebens insgesamt dreiundzwanzig Jahre in der Marine, sicherte sich schließlich aber einen Posten bei der New Zealand Shipping Company. Nachdem er fünf Fahrten nach Neuseeland unternommen hatte, zog er 1925 dorthin um und ließ seine Frau und seine sämtlichen Zimmermannswerkzeuge zurück. Er arbeitete im Hafenviertel von Wellington, bis seine Karriere durch eine Verletzung beendet wurde. Mittellos schlief er in den Hafenschuppen unter einer Plane und war auf monatliche Sammlungen von den Dockarbeitern angewiesen. Er bekam einen Platz im Ohiro Benevolent Home, doch sein Gesundheitszustand verschlechterte sich immer weiter, bis er am 24. September 1930 im Krankenhaus von Wellington starb. Er wurde am 26. September 1930 mit militärischen Ehren auf der Karori Cemetery in Wellington bestattet; die HMS Dunedin, die gerade im Hafen lag, stellte acht Sargträger und zwölf Mann für die Ehrensalve. Dennoch blieb sein Grab für fast dreißig Jahre unbezeichnet, bis die New Zealand Antarctic Society am 10. Mai 1959 einen Grabstein errichtete. 2001 wurde berichtet, dass das Grab ungepflegt und grasüberwachsen sei, doch 2004 war das Grab sorgfältig gepflegt und trug eine lebensgroße Bronzestatue von McNishs geliebter Katze, Mrs. Chippy. Sein Enkel Tom glaubt, dass dieser Tribut ihm mehr bedeutet hätte, als die Polarmedaille zu erhalten.
1958 benannte das UK Antarctic Place-Names Committee im Anschluss an Vermessungen durch den South Georgia Survey die Insel McNish Island (ursprünglich McNeish Island) in der Cheapman Bay vor der Südküste Südgeorgiens nach ihm. Am 18. Oktober 2006 wurde eine kleine ovale Plakette in der Bücherei von Port Glasgow enthüllt, die seine Leistungen ehrt; früher im selben Jahr war er das Subjekt einer Ausstellung im McLean Museum and Art Gallery in Greenock gewesen. Seine Tagebücher werden in der Alexander Turnbull Library in Wellington aufbewahrt.

## Künstlerische Rezeption
Harry McNish steht im Zentrum des Ein-Personen-Stücks Verloren im Packeis – Eine abenteuerliche Erzählung von Ernest Shackletons Endurance-Expedition und die Geschichte einer Meuterei von Christoph Busche. Uraufführung am 27. Januar 2018 am Theater Kiel (Theater im Werftpark) in der Regie von Christoph Busche. Es wird gezeigt, wie McNish den Expeditionsführer Shackleton zunächst bewundert und begeistert mit der Endurance aufbricht. Nach dem Schiffbruch, während der mehrmonatigen Odyssee über das Eis kommen McNish jedoch zunehmend Zweifel, bis er sich gegen Shackleton stellt.

## Weiterführende Literatur
- Caroline Alexander: Mrs. Chippy’s Last Expedition: The Remarkable Journal of Shackleton’s Polar-Bound Cat, Harper Paperbacks, 1999, ISBN 0-06-093261-9 – ein Bericht über die Expedition aus der Sicht der Katze McNishs, Mrs Chippy.
- Heritage (Hrsg.): Ernest Shackleton – ein Bericht über McNishs Geschichte, erzählt von „Mrs. McNeish“ (vermutlich Agnes Martindale).
- Ein Artikel von John Thomson.